# Zdrużno
Zdrużno [ˈzdruʐnɔ] (deutsch Sdrusno, 1938 bis 1945 Eichenborn) ist ein kleiner Ort in der polnischen Woiwodschaft Ermland-Masuren und gehört zur Gmina Ruciane-Nida (Stadt- und Landgemeinde Rudczanny/Niedersee-Nieden) im Powiat Piski (Kreis Johannisburg).

## Geographie
Zdrużno liegt im Südosten der Woiwodschaft Ermland-Masuren inmitten der Johannisburger Heide (polnisch Puszcza Piska). Nördlich des Ortes verläuft die Bahnstrecke Olsztyn–Ełk. Bis zur Kreisstadt Pisz (deutsch Johannisburg) sind es 23 Kilometer in östlicher Richtung.
Zdrużno liegt an einem Landweg, der Ruciane-Nida und Karwica Mazurska (Bahnhof Kurwien) verbindet. Karwica Mazurska ist die nächste Bahnstation und liegt an der Bahnstrecke Olsztyn–Ełk (deutsch Allenstein–Lyck).

## Geschichte
Die einstige Försterei Sdrusno und heutige Forstsiedlung (polnisch Osada leśna) Zdrużno war bis 1945 in die Gemeinde Nieden (polnisch Nida, heute Stadtteil der Gmina Ruciane-Nida) eingegliedert und gehörte zum Kreis Johannisburg im Regierungsbezirk Gumbinnen (ab 1905: Regierungsbezirk Allenstein) in der preußischen Provinz Ostpreußen. Am 1. Juni (amtlich bestätigt am 16. Juli) 1938 wurde der Ort aus politisch-ideologischem Grund der Abwehr fremdländisch klingender Ortsnamen in „Eichenborn“ umbenannt.
In Kriegsfolge kam Eichenborn 1945 mit dem gesamten südlichen Ostpreußen zu Polen und erhielt die polnische Namensform „Zdrużno“. Heute ist die Siedlung eine Ortschaft innerhalb der Stadt- und Landgemeinde Ruciane-Nida (Rudczanny/Niedersee-Nieden) im Powiat Piski (Kreis johannisburg), bis 1998 der Woiwodschaft Suwałki, seither der Woiwodschaft Ermland-Masuren zugehörig.

## Religionen
Bis 1945 war Sdrusno (Eichenborn) in die evangelische Kirche Alt Ukta bzw. ab 1920 in deren Filialkirche Rudczanny (1938 bis 1945 Niedersee, polnisch Ruciane) in der Kirchenprovinz Ostpreußen der Kirche der Altpreußischen Union bzw. in die römisch-katholische Kirche in Johannisburg im Bistum Ermland eingepfarrt. Heute gehört Zdrużno katholischerseits zur Parafia Trójcy Świętej in Ruciane-Nida im Bistum Ełk der polnischen katholischen Kirche, evangelischerseits zur Pfarrei in Pisz in der Diözese Masuren der Evangelisch-Augsburgischen Kirche in Polen.